# Brotogeris jugularis
Brotogeris jugularis е вид птица от семейство Папагалови (Psittacidae).

## Разпространение
Видът е разпространен във Венецуела, Гватемала, Колумбия, Коста Рика, Мексико, Никарагуа, Панама, Салвадор и Хондурас.